# Balogh József (festő, 1874–1951)
Balogh József, Balogh József Séró (Miskolc, 1874. április 14. – Miskolc, 1951. december 28.) rajztanár, festőművész.

## Életútja
Balog István gyógyszerész és Dvorszky Mária fiaként született. Az Iparművészeti Iskolában tanult, majd ezt követően öt éven keresztül képezte magát Münchenben, Hollósy Simon festőiskolájában. 1899 és 1901 között Nagybányán tanult. Művei portrék, tájképek, enteriőrök. Munkáit a naturalista stílus jellemzi. Képeit kiállította Miskolcon és a Nemzeti Szalonban. Egy darabig festőiskolát működtetett szülővárosában. 1933. május 20-án az alsó miskolci plébánián házasságot kötött Fridrich Margit Stefániával. Halálát szívbénulás, aggkori végelgyengülés okozta.